# Ayrshire (Conde de Carrick's Own) Yeomanry
O Ayrshire (Conde de Carrick's Own) Yeomanry era um regimento da Yeomanry britânica e agora é um esquadrão blindado da Yeomanry escocesa e irlandesa do norte (SNIY), parte da Reserva do Exército Britânico. É a única Unidade Real do Corpo de Blindados das Terras Baixas da Escócia e tem uma história ininterrupta que remonta a 1790.
O esquadrão faz parte da 51ª Brigada (escocesa) do Comando de Apoio do Exército. O Yeomanry escocês e irlandês do norte é o único regimento de yeomanry que atua na função de reconhecimento, equipado com o Wolf Land Rover com Kit de Instalação de Montagem de Armas (WMIK) e com HMG (metralhadora pesada 12,7 mm L1A1) e GMPG (metralhadora de uso geral 7,62 mm L7A2). Na mobilização, fornece esquadrões para reforçar os regimentos regulares de Cavalaria Ligeira. Forneceu pessoal para a Operação HERRICK no Afeganistão e para a Operação TELIC no Iraque, que serviu com seus colegas regulares no Royal Armored Corps e em outras armas e serviços.

## História

### Formação e história inicial
O Ayrshire (Conde de Carrick's Own) Yeomanry foi formado como uma tropa independente da Cavalaria Fencible pelo Conde de Cassillis por volta de 1794. Foi formalmente adotado na Lista do Exército em 1798 como O Regimento de Cavalaria de Yeomanry de Ayrshire. Os Yeomanry foram estabelecidos e recrutados nesta época para fornecer à Grã-Bretanha uma defesa contra qualquer invasão pelas forças francesas sob Napoleão. O regimento passou seus anos de formação como uma ajuda aos poderes civis, reagindo e controlando distúrbios em Ayrshire e além, principalmente em Paisley. Em 1897, o regimento recebeu permissão para utilizar o título de Ayrshire Yeomanry Cavalry (Conde de Carrick) em homenagem ao futuro Rei Eduardo VII, já que Conde de Carrick é um título subsidiário dos Príncipes de Gales derivado do distrito de Ayrshire de Carrick.